# Кобяшева сотня
Кобя́шева со́тня — административно-территориальная единица в составе Козьмодемьянского уезда, существовавшая до 1781 года (до деления уезда на волости). Название сотни образовано от имени марийского сотенного князя Кобяша (Ковяжа), который наряду с другими горномарийскими князьями в 1551 году в Свияжске принёс московским воеводам клятву на верность русскому царю.

## География
Селения, составляющие сотню, располагались в правобережье Волги, в бассейнах рек Кожважка и Большая Сундырка.

## Состав
Кобяшева сотня, смешанная по национальному составу (чувашско-марийская), в 1717—1723 годах была образована из 6 поселений (168 дворов).
В 1767—1768 годах сотню составляли марийские: село Преображенское Большой Кожваш тож, деревни Средний Кожваш, Малая Кожвашская, Кожваш Юльяльская, Большая Юльяльская, Малый Юльял; чувашские: село Архангельское Малое Оринино, Оринино, Хачкасы.
В 1795 году сотню составляли 18 селений — 1 село, 5 деревень, 12 выселков, всего 321 двор.